# 1973 a jogalkotásban
1973-ban az alábbi jogszabályokat alkották meg:

## Magyarország

### Törvények (6)
- 1973. évi I. törvény 	 a büntetőeljárásról
- 1973. évi II. törvény 	 a Magyar Népköztársaság 1972. évi költségvetésének végrehajtásáról
- 1973. évi III. törvény 	 a Magyar Népköztársaság Minisztertanácsa tagjainak és az államtitkároknak jogállásáról és felelősségéről
- 1973. évi IV. törvény 	 a Magyar Népköztársaság minisztériumainak felsorolásáról
- 1973. évi V. törvény 	 a statisztikáról
- 1973. évi VI. törvény 	 a Magyar Népköztársaság 1974. évi költségvetéséről

### Törvényerejű rendeletek (32)
- Forrás: Törvényerejű rendeletek teljes listája (1949 - 1989)
- 1973. évi 1. törvényerejű rendelet 	 a Magyar Népköztársaság és a Német Demokratikus Köztársaság között, Budapesten, 1972. június 28-án aláírt konzuli egyezmény és az egyezményhez tartozó jegyzőkönyv kihirdetéséről
- 1973. évi 2. tvr. 	 a Magyar Népköztársaság és a Finn Köztársaság között, Helsinkiben, 1971. augusztus 24-én aláírt konzuli egyezmény kihirdetéséről
- 1973. évi 3. törvényerejű rendelet 	 az űrobjektumok által okozott károkért való nemzetközi felelősségről szóló, az Egyesült Nemzetek Szervezete Közgyűlésének XXVI. ülésszakán 1971. november 29-én elfogadott egyezmény kihirdetéséről
- 1973. évi 4. törvényerejű rendelet 	 az 1960. évi 21. törvényerejű rendelet módosításáról
- 1973. évi 5. törvényerejű rendelet 	 egyes tanácsi szakigazgatási hatáskörök módosításáról
- 1973. évi 6. törvényerejű rendelet 	 a hajózásról
- 1973. évi 7. törvényerejű rendelet 	 a diplomáciai vagy egyéb mentesség esetében szükséges eljárásról
- 1973. évi 8. törvényerejű rendelet 	 a Magyar Népköztársaság Kormánya és a Jugoszláv Szocialista Szövetségi Köztársaság Kormánya között a vasúti határforgalom szabályozásáról Budapesten, az 1972. évi március hó 16. napján aláírt egyezmény kihirdetéséről
- 1973. évi 9. törvényerejű rendelet 	 a testnevelés és sport irányításáról
- 1973. évi 10. törvényerejű rendelet 	 a Magyar Népköztársaság Kormánya és a Csehszlovák Szocialista Köztársaság Kormánya közötti idegenforgalmi együttműködés tárgyában Bratislavában, 1972. június 22-én aláírt egyezmény kihirdetéséről
- 1973. évi 11. törvényerejű rendelet 	 a külföldön felhasználásra kerülő közokiratok diplomáciai vagy konzuli hitelesítésének (felülhitelesítésének) mellőzéséről Hágában, az 1961. október 5. napján kelt egyezmény kihirdetéséről
- 1973. évi 12. törvényerejű rendelet 	 a Magyar Néphadsereg tiszti iskoláinak katonai főiskolává nyilvánításáról szóló 1967. évi 13. törvényerejű rendelet módosításáról
- 1973. évi 13. törvényerejű rendelet 	 a tűz elleni védekezésről és a tűzoltóságról
- 1973. évi 14. törvényerejű rendelet 	 a Büntető Törvénykönyv, valamint a szabálysértésekről szóló törvény módosításáról
- 1973. évi 15. törvényerejű rendelet 	 a nemzetközi légijáratok átmenő forgalmáról Chicagóban, az 1944. évi december hó 7. napján aláírt egyezmény kihirdetéséről
- 1973. évi 16. törvényerejű rendelet 	 a Magyar Népköztársaság Kormánya és az Amerikai Egyesült Államok Kormánya között Washingtonban, az 1972. évi május hó 30. napján aláírt légügyi egyezmény kihirdetéséről
- 1973. évi 17. törvényerejű rendelet 	 a polgári repülés biztonsága elleni jogellenes cselekmények leküzdéséről Montréalban, az 1971. évi szeptember hó 23. napján aláírt egyezmény kihirdetéséről
- 1973. évi 18. törvényerejű rendelet 	 a Magyar Népköztársaság és az Osztrák Köztársaság között a mezőgazdasági és ipari termékek származási jelzéseinek, eredetmegjelöléseinek és a származásra utaló egyéb megnevezéseknek a védelméről, Bécsben, 1972. július 21-én aláírt Egyezmény kihirdetéséről
- 1973. évi 19. törvényerejű rendelet 	 a kézi lőfegyverek próbabélyegeinek kölcsönös elismeréséről Brüsszelben, 1969. július 1-jén kötött nemzetközi Egyezmény kihirdetéséről
- 1973. évi 20. törvényerejű rendelet 	 a honvédelemről szóló 1960. évi IV. törvény kiegészítéséről
- 1973. évi 21. törvényerejű rendelet 	 a Szegedi Tanárképző Főiskola elnevezéséről
- 1973. évi 22. törvényerejű rendelet 	 a Magyar Népköztársaság és az Amerikai Egyesült Államok között Budapesten, az 1972. évi július hó 7. napján aláírt konzuli egyezmény kihirdetéséről
- 1973. évi 23. törvényerejű rendelet 	 a gazdasági és tudományos-műszaki együttműködési kapcsolatokból származó polgári jogi jogviták választottbírósági elbírálásáról szóló egyezmény kihirdetéséről
- 1973. évi 24. törvényerejű rendelet 	 a Magyar Népköztársaság oktatási rendszerének továbbfejlesztéséről
- 1973. évi 25. törvényerejű rendelet 	 a középfokú oktatási intézményekről szóló 1965. évi 24. törvényerejű rendelet módosításáról
- 1973. évi 26. törvényerejű rendelet 	 a Magyar Népköztársaság Kormánya és a Francia Köztársaság Kormánya közötti idegenforgalmi együttműködés tárgyában Budapesten, 1973. évi január hó 24-én aláírt Egyezmény kihirdetéséről
- 1973. évi 27. törvényerejű rendelet 	 a dolgozók betegségi biztosításáról szóló 1955. évi 39. törvényerejű rendelet módosításáról
- 1973. évi 28. törvényerejű rendelet 	 a belvízi hajók összeütközésével kapcsolatos felelősség egyes szabályainak egységesítéséről Genfben, az 1960. évi március hó 15. napján aláírt egyezmény kihirdetéséről
- 1973. évi 29. törvényerejű rendelet 	 egyes iparjogvédelmi uniós megállapodások kihirdetéséről
- 1973. évi 30. törvényerejű rendelet 	 a Kölcsönös Gazdasági Segítség Tanácsa tagországainak külkereskedelmi tevékenység végzésére feljogosított szervezetei között szállításra kerülő gépek, berendezések és egyéb cikkek műszaki szolgálata általános feltételeinek közzétételéről
- 1973. évi 31. törvényerejű rendelet 	 a Kölcsönös Gazdasági Segítség Tanácsában résztvevő országok szervezetei között gépek és berendezések szállításával kapcsolatos szerelési és egyéb műszaki szolgáltatások teljesítése általános feltételeinek közzétételéről
- 1973. évi 32. törvényerejű rendelet 	 az Orvostovábbképző Intézetről

### NET határozatok
- 7/1973. NET határozat  A római Pápai Magyar Egyházi Intézet igazgatójának e tiszte alól való felmentéséhez és új igazgatójának kinevezéséhez szükséges előzetes hozzájárulásról
- 8/1973. NET határozat  A Pannonhalmi Szent Benedek Rend főapáti tisztségének betöltéséhez szükséges előzetes hozzájárulásról

### Kormányrendeletek
- 5/1973. (II. 7.) MT rendelet a Magyar Népköztársaság Kormánya és a Szovjet Szocialista Köztársaságok Szövetségének Kormánya között a postai és távközlési együttműködés tárgyában Budapesten, az 1972. évi október hó 13. napján aláírt egyezmény kihirdetéséről
- 6/1973. (II. 7.) MT rendelet a Magyar Népköztársaság Kormánya és a Román Szocialista Köztársaság Kormánya között a nemzetközi közúti személy- és árufuvarozás tárgyában Temesvárott, az 1972. évi február hó 9. napján aláírt egyezmény kihirdetéséről
- 23/1973. (IX. 9.) MT rendelet a Magyar Népköztársaság Kormányának az Általános Vám- és Kereskedelmi Egyezményhez (GATT) történt csatlakozásáról
- 27/1973. (X. 12.) MT rendelet a statisztikáról szóló 1973. évi V. törvvény  végrehajtásáról [1]
- 38/1973. (XII. 27.) MT rendelet Az államigazgatási és az igazságszolgáltatási dolgozók munkaviszonyának egyes kérdéseiről (rövidítése: Mt. VÁ)

### Miniszteri rendeletek
- 5/1973. (I. 21.) PM rendelet az építési-szerelési adóról szóló 42/1968. (XII. 28.) PM rendelet módosításáról
- 2/1973. (I. 26.) MT rendelet az építésügyről szóló 1964. évi III. törvény végrehajtására kiadott 30/1964. (XII. 2.) Korm. rendelet módosításáról
- 14/1973. (III. 11.) PM rendelet a leltározási, mérleg- és mérlegbeszámoló-készítési kötelezettségről szóló 55/1970. (XII. 30.) P M számú rendelet módosításáról [2]
- 3/1973. (VI. 19.) IM rendelet a büntetőeljárás során kirendelt védő díjáról és költségeiről szóló 2/1959. (III. 8.) IM rendelet módosításáról
- 13/1973. (VIII. 25.) MÉM rendelet a szesz előállításáról, forgalomba hozataláról, felhasználásáról
- 38/1973. (XII. 19.) PM rendelet a forgalmi adóról és árkiegészítésről
- 7/1973. (XII. 27.) KPM rendelet A Rádió és Televízió Szabályzat kiadásáról